# Motherfucker
Motherfucker (МФА: ед. ч. [ˈmʌðəˈfʌk.ə(r)], мн. ч. [ˈmʌðəˈfʌk.ə(r)z]) — английское нецензурное слово, дословно означающее «человека мужского пола, вступившего в половую связь с чей-то  матерью». Применяется как ругательство к человеку, к которому применяющий слово испытывает презрение или возмущается его действиями; также применяется для выражения своей негативной эмоции в какой-либо особо сложной или разочаровывающей ситуации. В качестве альтернативы может быть использовано как восхищение, например, в джазовом сообществе. В современном обществе данное выражение в переводе на русский означает «сукин сын, ублюдок» или как восклицание «твою мать» и, как правило, не имеет никакого отношения к матери или к совокуплению.

## Варианты
Как и многие другие широко используемые оскорбительные слова, слово motherfucker имеет большой список эвфемизмов: motherhumper, motherfugger, mother f’er, mothersucker, mothertrucker, motherlover, mofo, fothermucker, motherflower, motherkisser и т. д. Причастие motherfucking часто используется как более выразительное слово по отношению к слову fucking. Существует также глагол motherfuck, хотя это слово менее распространено. С другой стороны, когда это слово применяется в паре с прилагательным, это может стать термином, обозначающим такие вещи, как оригинальность и мужественность. Использование термина в качестве дополнения часто применяется в джазовом сообществе, например, когда Майлз Дэвис обратился к своему будущему ударнику Мино Синелу: «Майлз … схватил его за руку и сказал: „Ты motherfucker. Синелу поблагодарил Майлза за комплимент“».

## История и популярная культура
Слово упоминается по крайней мере с конца XIX века, когда на суде в Техасе в 1889 году в записи ответчика имелась запись, что его называли «Богом проклятый mother-f—cking, незаконорожденный сукин сын» (англ. God damned mother-f—cking, bastardly son-of-a-bitch), а в 1917 году чёрный американский солдат назвал свой Draft board (примерный аналог военкомата) «Вы бесчестные Mother Fuckers…» (You low-down Mother Fuckers) в письме.

### В литературе
Норман Мейлер в своём романе 1948 года «Нагие и мёртвые» использует это слово время от времени, замаскировав его под слово motherfugger, и использовал его очень часто в своём романе 1967 года «Почему мы во Вьетнаме?» (Why Are We in Vietnam?). В классическом романе Курта Воннегута «Бойня номер пять» слово использует один из солдат в этой истории — что приводит к спорным оценкам романа и часто приводило к такой же реакции в библиотеках и школах.

### В популярной музыке
Впервые в музыке слово прозвучало в альбоме 1969 года Kick Out the Jams группы MC5. В заглавном треке, в живой записи, вокалист Роб Тайнер кричал «А сейчас… сейчас… сейчас пришло время… снимать джемсы, motherfuckers!» (англ. And right now… right now… right now it's time to… kick out the jams, motherfuckers!). Из-за этого альбом быстро был изъят из магазинов, и отредактированная версия была выпущена со словами «братья и сёстры» вместо этого слова. Примерно в то же время группа Jefferson Airplane выпустила альбом «Volunteers», в вводном треке которого («We Can Be Together») была фраза «Up Against the Wall Motherfuckers», популярная крылатая фраза среди радикальных групп в то время. Это привлекло некоторое внимание. Слово подразумевалось, но явно не было сказано, в хите 1971 года Айзека Хейза «Theme from Shaft». Слово с тех пор стало обычным явлением в популярной музыке, особенно в хип-хоп культуре. Музыкальный коллектив «Twisted Sister» называл армию своих фанатов «S.M.F.» (Sick Motherfuckers). В рэпе на русском языке есть альбомы с нецензурной лексикой «Твою Мать» и «Твою Мать 2» от исполнителей 1.Kla$ и Czar, где тема мамоёбства раскрыта обширно.

### Телевидение и Интернет
Слово появляется в монологе Джорджа Карлина «Семь слов, которые вы не можете сказать по телевидению».
Слово стало коронной фразой для актёра Сэмюэля Л. Джексона, который часто произносит слово в фильмах. Использование этого слова помогло ему преодолеть заикание. Исторически в Индии слово «Madarchodh» используется как синоним слова «Motherfucker», слово Madar персидского происхождения . Тема с оскорблением близких родственников частое явление в интернете, особенно в социальных сетях и онлайн играх.